# Október 27.
Október 27. az év 300. (szökőévben 301.) napja a Gergely-naptár szerint. Az évből még 65 nap van hátra.
Névnapok: Szabina + Antonietta, Bese, Salómé, Szabella, Szabrina, Szavella

## Események
- 1492 – Kolumbusz Kristóf felfedezi Kubát.
- 1502 – Zaragozában az Aragón Gyűlés II. Ferdinánd aragóniai király előterjesztésére Aragónia trónörökösévé nyilvánítja Ferdinánd legidősebb élő lányát, a gyűlésen személyesen megjelenő Aragóniai Johannát apja és férje, Habsburg Fülöp jelenlétében.
- 1540 – Leonhard von Fels elfoglalja Visegrádot.
- 1553 – Kálvin máglyára küldi Szervét Mihályt ((eredeti nevén: Michel Servet, Miguel Serveto) spanyol orvos, jogász és vallásfilozófus).
- 1803 – Friedrich Schiller írni kezdi utolsó befejezett drámáját, a Tell Vilmost.
- 1806 – Napóleon csapataival beveszi Berlint.
- 1817 – I. Radama imerinai királyt Nagy-Britannia elismeri egész Madagaszkár királyának, ami a Madagaszkári Királyság megalapítását jelenti.
- 1848 – Az Országos Honvédelmi Bizottmány (OHB) háromtagú Országos Choleraügyi Választmányt állít fel, amelynek kizárólagos feladata a kolerajárvány elleni egészségügyi védekezés megszervezése. (A testület elnöke Pólya József volt, míg a másik két tag Eckstein Frigyes és Sauer Ignác.)[1]
- 1904 – Megkezdi működését az első New York-i metró.
- 1933 – A magyar belügyminiszter betiltja a munkás szavaló- és dalkórusokat, azzal az indoklással, hogy azok kommunista irányítás és befolyás alatt állnak.
- 1938 – DuPont bemutat egy új szintetikus anyagot, amit ma nejlon-nak (nylon) nevezünk.
- 1946 – Az első szponzorált televízióadás („Geographically Speaking”, a szponzor a Bristol-Myers).
- 1956 – A kiskunmajsai lincselés.
- 1961 – Mongólia és Mauritánia az ENSZ Biztonsági Tanácsának 102. és 103. tagjává válik.
- 1961 – Nemzetközi politikai válság tört ki, mivel az NDK vezetése megakadályozta a nyugati hatalmakat kelet-berlini jogaik gyakorlásában. A kivezényelt amerikai tankokkal szemben hamarosan szovjet páncélosok is felvonultak és farkasszemet néztek a határ két oldalán.
- 1962 – A Szovjetunió a kubai rakétaválság megoldása ellenében a Törökországban telepített, a Szovjetunióra irányított amerikai rakéták leszerelését követeli.
- 1968 – Londonban hatalmas tüntetés kezdődik a vietnámi háború ellen
- 1978 – Menáhém Begín  és Anvar Szadat megkapják a Béke Nobel-díjat.
- 1987 – Új útlevélrendeletet adnak ki Magyarországon: minden magyar állampolgár joga, hogy külföldre utazhasson.
- 1991 – Egy jugoszláv harci repülőgép bombákat dob Barcsra.
- 1995 – Litvánia felvételi kérelmet nyújt be az Európai Unió tagságára.
- 1997 – Hivatalosan is megkezdi adását az RTL (akkoriban RTL Klub) kereskedelmi csatorna.
- 1998 – A szerb hadsereg formálisan kivonul Koszovóból, átadva az irányítást a NATO-nak.
- 2005 – Zavargások törnek ki Párizs külső kerületeiben, miután halálos áramütés ér két, a rendőrség elől rejtőző fekete-afrikai tolvajt. Az összecsapások és gépjármű-gyújtogatások egész Franciaországra kiterjednek.

## Sportesemények
Formula–1
- 1963 –  mexikói nagydíj, Mexikóváros - Győztes: Jim Clark (Lotus Climax)
- 1968 – A mexikói Mexikóvárosban megrendezett XIX. Nyári olimpiai játékok zárónapja. Az olimpián 112 ország 5516 versenyzője vett részt. Magyarországot 15 sportágban 167 sportoló képviselte, akik tíz sportágban összesen 32 érmet: 10 arany-, 10 ezüst- és 12 bronzérmet szereztek, és ezzel a 4. helyen végeztek. A legerdeményesebb magyarországi versenyző Kulcsár Győző vívó volt.
- 2013 –   indiai nagydíj, Buddh International Circuit - Győztes: Sebastian Vettel  (Red Bull-Renault)

## Születések
- 1466 – Rotterdami Erasmus németalföldi humanista filozófus, teológus, pedagógus író († 1536)
- 1651 – Bzensky Rudolf jezsuita rendi szerzetes († 1715)
- 1728 – James Cook angol tengerészkapitány, felfedező († 1779)
- 1736 – James Macpherson skót író, költő, a valójában sosem élt kelta bárdnak tulajdonított „Osszián-versek” szerzője († 1796)
- 1759 – Kazinczy Ferenc magyar író, a magyar nyelvújítás vezéralakja († 1831)
- 1782 – Niccolò Paganini itáliai hegedűvirtuóz, zeneszerző († 1840))
- 1811 – Isaac Merritt Singer amerikai feltaláló, a varrógép elterjesztője († 1875)
- 1858 – Theodore Roosevelt az Amerikai Egyesült Államok 26. elnöke, hivatalban 1901–1909-ig († 1919)
- 1872 – Marcellin Berthelot francia szerves- és fizikai-kémikus, tudománytörténész és kormánytisztviselő († 1907))
- 1894 – Möller Károly, magyar építészmérnök, szakíró († 1945)
- 1899 – Nyikolaj Antonovics Dollezsal, szovjet-orosz gépészmérnök, az NII–8 intézet vezető, atomreaktorok főkonstruktőre († 2000)
- 1902 – Erdey-Grúz Tibor Kossuth-díjas magyar kémikus, egyetemi tanár, az MTA tagja, elnöke († 1976)
- 1907 – Acsády Károly magyar író, újságíró († 1962)
- 1910 – Mark Light amerikai autóversenyző († 1975)
- 1912 – Madeleine Sologne (sz. Madeleine Simone Vouillon) francia színésznő († 1995)
- 1913 – Luigi Piotti olasz autóversenyző († 1971)
- 1914 – Bálint Endre Kossuth-díjas magyar festőművész († 1986)
- 1914 – Dylan Thomas walesi író, költő († 1953)
- 1917 – Stollár Béla magyar újságíró, antifasiszta ellenálló († 1944)
- 1922 – Michel Galabru francia színész († 2016)
- 1923
  - Márk Gergely kertészmérnök, gyógynövény- és rózsanemesítő († 2012)
  - Roy Lichtenstein amerikai festőművész, a pop-art képviselője († 1997)
- 1932 – Sylvia Plath amerikai költő, író, novellista († 1963)
- 1936 – Dave Charlton dél-afrikai autóversenyző († 2013)
- 1939 – John Cleese angol komikus, író, producer, a Monty Python csoport tagja
- 1940 – John Gotti amerikai maffiavezér († 2002)
- 1943 – Zachar József magyar hadtörténész, egyetemi tanár († 2009)
- 1946 – Kondor Katalin magyar közgazdász, újságíró, rádióelnök
- 1947 – Szacsvay László Jászai Mari-díjas magyar színész, a nemzet színésze
- 1949 – Heilig Gábor magyar zeneszerző, szövegíró, előadóművész
- 1952 – Roberto Benigni olasz színész, filmrendező
- 1952 – Francis Fukuyama amerikai filozófus, politikai közgazdász, író
- 1952 – Szilágyi Zsuzsa Jászai Mari-díjas magyar színésznő
- 1956 – Szita Károly magyar politikus, Kaposvár polgármestere
- 1956 – Veronica Hart (sz. Jane Esther Hamilton) amerikai pornószínésznő, rendező, producer
- 1958 – Simon Le Bon - angol zenész, Duran Duran frontembere
- 1962 – Eichinger Tibor magyar dzsesszgitáros
- 1966 – Tóth Tibor Jászai Mari-díjas  magyar színész, színházigazgató
- 1972 – Santiago Botero kolumbiai kerékpározó
- 1974 – David Kishegyi (Hromada-Kishegyi Dávid) magyar származású francia fotós, újságíró
- 1979 – George Helmy amerikai politikus
- 1981 – Jenni Dahlman modell, Miss Skandinávia 2001, Kimi Räikkönen volt felesége
- 1987 – Gáspár Kata magyar színésznő
- 1994 – Nagy-Bakonyi Boglárka magyar színésznő

## Halálozások
- 1331 – Abu l-Fidá arab történész, földrajztudós (* 1273)
- 1439 – Albert magyar király, uralk. 1437–1439, (II. Albert néven német-római császár) (* 1397)
- 1449 – Ulugbek timurida uralkodó (1447–1449), történetíró, költő, matematikus, csillagász (* 1394)
- 1539 – Johann von Katzianer, szlovén származású osztrák főparancsnok. Zrínyi Miklós végzett vele (* 1491)
- 1553 – Szervét Mihály spanyol születésű teológus, az unitárius vallás alapítója, Kálvin János ellenfele (* 1511)
- 1605 – I. Akbar mogul sah az észak-indiai Mogul Birodalom uralkodója (* 1542)
- 1716 – Bethlen Miklós erdélyi államférfi, történész (* 1642)
- 1845 – Jean-Charles-Athanase Peltier francia fizikus, a Peltier-effektus felfedezője (* 1785)
- 1866 – Michael Bielz erdélyi szász természettudós (* 1787)
- 1869 – Rudolf Kner osztrák zoológus és ichthiológus (* 1810)
- 1875 – Horváth János honvéd ezredes (* 1815)
- 1894 – Czibulka Alfonz magyar zongoraművész, zeneszerző, császári és királyi katonakarmester (* 1842)
- 1939 – Csonka János magyar gépészmérnök, a gépjármű-porlasztó feltalálója (* 1852)
- 1968 – Lise Meitner osztrák születésű svéd atomfizikusnő (* 1878)
- 1980 – Kovács Imre politikus, közíró, a Nemzeti Parasztpárt elnökhelyettese (* 1913)
- 1986 – Tassi Béla magyar színész (* 1911)
- 1988 – Charles Hawtrey (er. George Frederick Joffre Hartree) angol színész („Folytassa…” sorozat) (* 1914)
- 1990
  - Xavier Cugat katalán-kubai zenekar-vezető (* 1900)
  - Ugo Tognazzi olasz színész (* 1922)
- 1991 – Andrzej Panufnik lengyel zeneszerző, zongoraművész, karmester és zenepedagógus (* 1914)
- 1992 – David Bohm az Amerikai Egyesült Államokban született angol kvantumfizikus, akinek jelentős hozzájárulásai voltak az elméleti fizikához, a filozófiához, a neuropszichológiához  és a Manhattan tervhez (* 1917)
- 1995 – Jacques Heurgon francia klasszika-filológus (*  1903)
- 1996 – Ujvári László kereskedő, műszaki tisztviselő, forradalmár (* 1919)
- 1998 – Tolnay Klári kétszeres Kossuth-díjas színésznő, érdemes és kiváló művész (* 1914)
- 2002 – André de Toth magyar származású amerikai filmrendező (* 1913)
- 2003 – Johnny Boyd (John Boyd) amerikai autóversenyző (* 1926)
- 2006 – Gregor József Kossuth-díjas magyar operaénekes (basszus) (* 1940)
- 2010 – Néstor Kirchner, Argentína korábbi elnöke, a Dél-amerikai Nemzetek Uniójának főtitkára (* 1950)
- 2013 – Gyarmati Olga magyar olimpiai bajnok atléta (* 1924)
- 2016 – Sipos András agrármérnök, a Szarvasi Arborétum igazgatója (* 1932)
- 2017 – Szőke Katalin kétszeres olimpiai bajnok magyar úszó (* 1935)
- 2018 – Szabó G. Zoltán magyar irodalomtörténész, kritikus (* 1943)
- 2019 – Foltin Jolán Kossuth-díjas magyar táncművész, koreográfus, a nemzet művésze (* 1943)
- 2019 – Vlagyimir Konsztantyinovics Bukovszkij orosz emberjogi aktivista, író (* 1942)
- 2023 – Hajnal Gabriella, Munkácsy Mihály-díjas magyar képzőművész, iparművész (* 1928)

## Nemzeti ünnepek, emléknapok, világnapok
- Ukrán írásbeliség és nyelv napja